# Erbario dell'Università di Bologna
L'Erbario fa parte del Sistema Museale di Ateneo dell'Alma Mater Studiorum - Università di Bologna.

## L'erbario
L'erbario dell'Università di Bologna è uno dei più antichi d'Europa. In esso sono conservate collezioni di piante essiccate raccolte dal XVI secolo in avanti; attualmente conserva circa centotrentamila piante essiccate. Una completa catalogazione informatica delle raccolte è in via di realizzazione.

## Storia dell'erbario di Bologna
Sin dal Cinquecento l'Università di Bologna fu una delle principali sedi della cultura botanica italiana. Il più illustre e il primo in ordine di tempo a realizzare erbari a Bologna fu Luca Ghini: la creazione di erbari con vere piante essiccate andava a sostituire l'erbario figurato, permettendo una più accurata aderenza alla realtà naturale. L'erbario di Luca Ghini è irreperibile, ma sappiamo per certo che parte dei campioni da lui raccolti sono confluiti nell'erbario del suo allievo, Ulisse Aldrovandi.
Varie collezioni realizzate tra il XVI e il XVIII secolo, oltre all'erbario di Ulisse Aldrovandi sono oggi conservate a Bologna; tra queste un erbario anonimo, databile tra la fine del XVI e l'inizio del XVII secolo. Questo erbario è stato esaminato intorno al 1890 da Giovanni Ettore Mattei che ne ha attribuito la paternità a Giacomo Zanoni (1615-1682), soprintendente e docente dell'Orto botanico di Bologna. 
Anche Antonio Baldacci studiò con attenzione l'erbario anonimo senza tuttavia riuscire attribuire un autore certo. Alcune note lascerebbero pensare che gli autori di questo erbario siano i fratelli Jean Bauhin e Gaspard Bauhin.
Degno di nota è anche un volume d'erbario ricavato da un manoscritto medievale: su di esso sono incollate 214 piante e si presume che sia stato realizzato nel XVI secolo. Le opere di Pietro Andrea Mattioli sono alla base delle identificazioni delle piante di quest'erbario, probabilmente realizzato da un allievo o da un collaboratore di Ulisse Aldrovandi.
Anche nel XVII e nel XVIII secolo furono costituite nuove raccolte. Gli erbari di Giuseppe Monti (1682-1760) e Ferdinando Bassi (1710-1774) sono stati controllati e risistemati da Antonio Bertoloni, uno dei più famosi botanici italiani dell'Ottocento, secondo il sistema linneano. Entrambe le raccolte, realizzate tra il 1722 e il 1770, contengono anche alcuni esemplari dell'erbario di Ulisse Aldrovandi.
Alcuni erbari presenti a Bologna furono realizzati da studenti universitari, guidati da Giuseppe Monti e dal figlio Gaetano Lorenzo (1712-1797), docenti di Botanica Farmaceutica: tra questi, l'erbario di Frate Bernardino (528 piante medicinali, in due volumi) e quello di Stefano Bartolotti (222 campioni di piante medicinali).
Il XIX secolo vide il massimo sviluppo delle collezioni d'erbario: i grandi viaggi di esplorazione geografica, iniziati già nei secoli precedenti portarono ad un grande incremento degli studi sulle Flore esotiche; fu questo il periodo, inoltre, in cui si approfondì lo studio delle Flore nazionali. In entrambi i casi le collezioni essiccate rappresentarono uno strumento irrinunciabile.
Proprio in questo periodo furono realizzate a Bologna da Antonio Bertoloni le raccolte più note tra quelle presenti. Bertoloni ottenne la cattedra di Botanica all'Università di Bologna nel 1815 e qui poté dedicarsi allo studio delle piante di ogni parte del mondo, pubblicando numerose opere, tra cui la più rilevante è sicuramente la Flora Italica.
Sempre nel XVIII secolo operò Ludovico Caldesi, il quale si dedicò in particolar modo allo studio delle specie che crescono spontanee nel territorio faentino. I suoi studi su questa flora uscirono a dispense sul «Nuovo Giornale Botanico Italiano» con il nome di Florae Faventinae Tentamen.
Tra il 1909 e il 1911 la duchessa Elena d'Aosta compì un viaggio nell'Africa orientale e meridionale. Durante il viaggio raccolse un centinaio di piante, oggi conservate all'Erbario di Bologna; tornata in Italia affidò ad illustri botanici il compito di identificarle.
Nel corso del XX secolo un'altra insigne personalità fu chiamata a ricoprire la cattedra di Botanica. Si trattava di Emilio Chiovenda: egli si dedicò allo studio della flora italiana e, in maniera molto approfondita, a quella dell'Africa orientale (Eritrea e Somalia), del Ruwenzori e di altre regioni del continente africano. Le sue ricerche sulla flora africana si concretizzarono in numerose pubblicazioni.
A Bologna sono conservati circa 20.000 campioni appartenenti al suo grandissimo erbario; essi si riferiscono in modo particolare alle esplorazioni dell'alto Piemonte, terra natale del Chiovenda, ma anche a raccolte laziali e siciliane.

### Principali erbari storici
- erbario di Ulisse Aldrovandi
- erbari di Antonio Bertoloni

### Erbari minori
- erbario di Jean e Gaspard Bauhin
- erbario di Giuseppe Monti
- erbario di Ferdinando Bassi